# The Swing of Delight
The Swing of Delight — музичний альбом Карлоса Сантани. Виданий у вересні 1980 року лейблом CBS. Загальна тривалість композицій становить 56:30. Альбом відносять до напрямку рок.

## Список пісень
1. «Swapan Tari»
2. «Love Theme from 'Spartacus'»
3. «Phuler Matan»
4. «Song for My Brother»
5. «Jharna Kala»
6. «Gardenia»
7. «La Llave»
8. «Golden Hours»
9. «Shere Khan, the Tiger»